# OpenGL user interface library
OpenGL User Interface Library (GLUI) est une bibliothèque en C++ qui se combine avec celle de OpenGL utility toolkit (GLUT) et qui fournit diverses routines pour créer l'interface d'un programme entièrement avec OpenGL. L'interface est alors indépendante du système d'exploitation et du gestionnaire de fenêtres.
Cette bibliothèque, sous licence GNU LGPL, permet de compléter la bibliothèque de gestion de fenêtres OpenGL, GLUT, en apportant le support de divers éléments de contrôle tels que les boutons, les cases à cocher, les zones de texte éditables et statiques, les listes déroulantes, etc.
Le projet, lancé par Paul Rademacher en 1998, est à présent poursuivi par Nigel Stewart.